# Tatsuo Nagai
Pour les articles homonymes, voir Nagai (homonymie).
Tatsuo Nagai (永井 龍男), né le 20 mai 1904 et mort le 12 octobre 1990 est un nouvelliste japonais et poète de haiku de l'ère Shōwa, réputé pour ses descriptions de la vie urbaine. Nagai est aussi connu en tant que poète haoku sous le nom de plume « Tomonkyo ».

## Jeunesse
Nagai Tatsuo naîy dans le quartier de Sarugakuchō de Tokyo dans un milieu modeste. Il est contraint de quitter l'école après l'obtention du diplôme de l'école primaire en raison de la maladie de son père et de sa mort prématurée. Cependant, il a déjà commencé à montrer des signes de talent littéraire, et son premier roman Kappan-ya no Hanashi (« Conte de la boutique d'un imprimeur ») est publié quand il a 16 ans. Ce roman, qui remporte un prix dans un concours littéraire, est très apprécié par Kan Kikuchi, l'auteur et éditeur bien connu.

## Carrière littéraire
Grâce à cet encouragement, Nagai consacre son énergie à l'écriture, présente une pièce au théâtre du jardin impérial en 1923, et publie Kuroi Gohan (« Riz noir ») dans Bungeishunjū, revue littéraire mensuelle foudée par Kan Kikuchi. En 1924, avec le célèbre critique littéraire Kobayashi Hideo et quelques autres, il fonde son propre magazine littéraire mensuel intitulé Yamamayu.
En 1927, tout en continuant à écrire, Nagai est embauché comme rédacteur pour Bungeishunjū. Pendant ce temps, il aide à jeter les bases des prix littéraires Akutagawa et Naoki, créés en 1935, et fait plus tard partie des comités de sélection.
En janvier 1934, par l'entremise de l'épouse de l'écrivain Mantarō Kubota, Nagai épouse la fille de Masao Kume, dont il a deux filles.
En avril 1943, Nagai se rend à Hsinking, capitale du Mandchoukuo, afin d'établir une branche indépendante du Bungeishunjū et retourne à Tokyo en mars 1945 pour occuper le poste de directeur général du magazine.
Cependant, en raison de ses activités en temps de guerre comme correspondent, Nagai est exclu du service public par les autorités américaines d'occupation après la Seconde Guerre mondiale. Il décide alors de gagner sa vie en écrivant des nouvelles. Asagiri (« Brume matinale », 1947) est bien reçu par les critiques. Il écrit un certain nombre de nouvelles, dont Mikan,(« Orange »), Ikko (« Un ») et Aki (« Automne »), réunies en 1965 sous forme d'anthologie intitulée Ikko sono ta (« Un et d'autres »), couronnée du prix Noma et du prix des arts de l'Académie japonaise cette année-là.
Nagai est membre de l'Académie japonaise des arts en 1968. En 1974, il est décoré de l'Ordre du Trésor sacré, (2e classe). La même année, il est lauréat du prix Kawabata de littérature. En 1981, Nagai est décoré de l'Ordre de la Culture. Toujours en 1981, l'éditeur Kōdansha publie ses œuvres complètes en 12 volumes.
Nagai vit à Kamakura, préfecture de Kanagawa de 1934 jusqu'à sa mort d'un infarctus du myocarde en 1990 à l'âge de 86 ans. Il est le premier directeur du musée de littérature de Kamakura de 1985 à 1990. Sa tombe se trouve au Saikai-ji à Mita, dans le district de Minato à Tokyo.

## Liste des œuvres traduites en français
- Verdure sous la pluie (Aotsuyu), dans Anthologie de nouvelles japonaises contemporaines (Tome I), nouvelle traduite par Alain Colas, Gallimard, 1986.
- Le Vent (Kaze), dans Les Ailes La Grenade Les Cheveux blancs et douze autres récits (1945-1960), nouvelle traduite par Atsuko Ceugniet, Editions Le Calligraphe-Picquier, 1986 (réédition Editions Philippe Picquier, 1991) ; Anthologie de nouvelles japonaises (Tome II - 1945-1955) - Les Ailes La Grenade Les Cheveux blancs, Picquier poche, 1998.

## Source de la traduction
- (en) Cet article est partiellement ou en totalité issu de l’article de Wikipédia en anglais intitulé « Nagai Tatsuo » (voir la liste des auteurs).